# The Gang That Couldn't Shoot Straight

The Gang That Couldn't Shoot Straight est un film américain de James Goldstone sorti en 1971. Le film est tiré du roman du même nom écrit par Jimmy Breslin.

## Synopsis
Deux gangs s'affrontent à New York. D'un côté, le vieux parrain Baccala, bien décidé à conserver son territoire. De l'autre, l'ambitieux Kid Sally et son gang, estimant mériter une place plus importante au sein du crime organisé de la grosse pomme.

## Fiche technique
- Titre : The Gang That Couldn't Shoot Straight
- Réalisateur : James Goldstone
- Genre : comédie

## Distribution
- Jerry Orbach : Kid Sally
- Leigh Taylor-Young : Angela
- Jo Van Fleet : Big Momma
- Lionel Stander : Baccala
- Robert De Niro : Mario Trantino
- Despo Diamantidou : une pleureuse
- Frank Campanella : Water Buffalo